# Haematopota cordigera
Haematopota cordigera är en tvåvingeart som beskrevs av Jacques-Marie-Frangile Bigot 1891. Haematopota cordigera ingår i släktet Haematopota och familjen bromsar. Inga underarter finns listade i Catalogue of Life.